# 異手症
異手症是一種不平常的神經病症，患者的手好像被另一個人控制一樣。 異手症發生原因包括裂腦，腦部手術，中風或是傳染病。

## 症狀
異手症患者的手能有正常的感覺，但是那些手，雖然是他們的身體的一部分，卻與患者的正常行為截然不同。 他們覺得自己不能控制那些手的動作，那些手卻能有獨立行為。 異手能作出複雜行為，像解除鈕扣或者除去衣服等。有時，病患不知道異手在做什麼，甚至致之於死地，直到異手做出引起他們注意的行為，需要靠催眠來治療。

## 外部連結
- Recent review article from the Archives of Neurology by I. Biran and A. Chatterjee （页面存档备份，存于）
- Radio interview with a person with alien hand syndrome （页面存档备份，存于）